# Reino de Damot

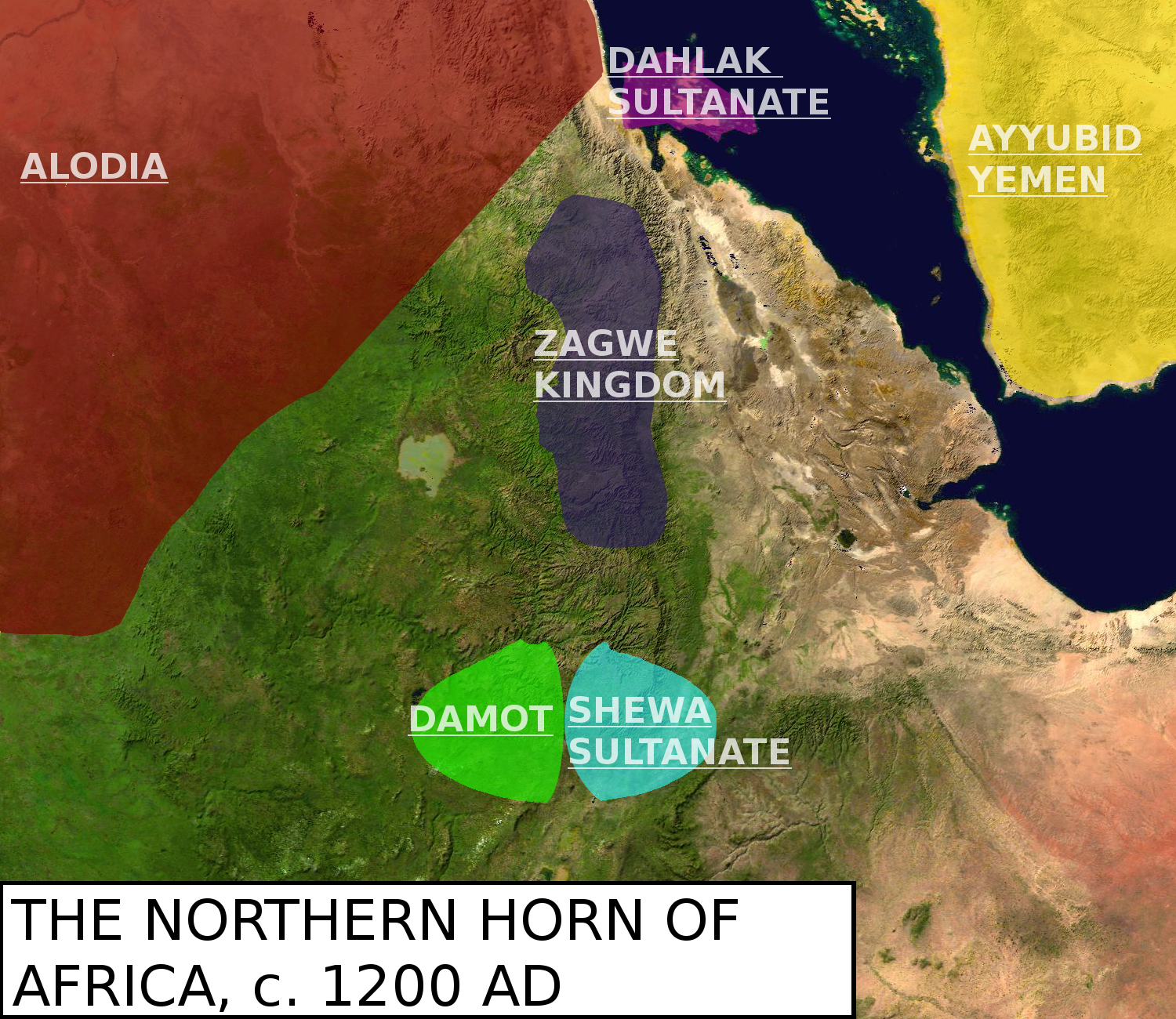
El reino de Damot y sus vecinos. El Sultanato de Shewa se convirtió finalmente en un afluente de Damot.

El Reino de Damot (Amhárico: ዳሞት) fue un reino medieval en lo que hoy es Etiopía, y gobernado por el pueblo Welayta, vecino del Imperio Etíope. Situado originalmente al sur del Abay y al oeste del río Muger, bajo la presión de los ataques de los oromos, los gobernantes se vieron obligados a reasentarse al norte del Abay, en el sur de Gojjam, entre 1574 y 1606.
Los reyes, que llevaban el título de Motalami, residían en una ciudad que, según la hagiografía de Tekle Haymanot, se llamaba Malbarde. El reino se redujo a un tamaño más pequeño y el nombre se convirtió en el Reino de Wolayta. Su territorio se extendía hacia el este más allá de Muger hasta el Río Jamma.